# 伊藤博敏
伊藤 博敏（いとう ひろとし、1955年 - ）は、日本のジャーナリスト。フリーライター。

## 経歴
福岡県出身。東洋大学文学部哲学科卒業後、編集プロダクション勤務を経て1984年からフリーへ。経済事件などの取材に定評があり、代表作に、『「カネ儲け」至上主義が陥った「罠」』（講談社）、『トヨタ・ショック』（講談社）、および『金融偽装―米国発金融テクニックの崩壊』（講談社）など。2013年からは『週刊ポスト』（小学館）などにも連載を寄稿。

## 著作

### 単著
- 『地下金脈―アングラ錬金術と金に群がる政治家たち』（1989年、アイペック、ISBN 978-4870470811）
- 『バブルの決算―カネに群がった男たちの栄光と挫折』（1990年、アイペックプレス、ISBN 978-4870471160）
- 『日本経済「裏」と「表」の金脈地図―バブル破裂で浮上した闇の経済と黒い人脈を徹底追跡する』（1992年、ベストブック、ISBN 978-4831491442）
- 『ゼネコン疑獄―暴露された談合の裏事情』（1993年、政界出版社、ISBN 978-4915965012）
- 『金竹小の金と権力』（1993年、日本社会党機関紙局、ISBN 978-4930886590）
- 『東京共同銀行の虚構―大蔵省の闇（日本無責任時代）』（1995年、花伝社、ISBN 978-4763402820）
- 『許永中「追跡15年」全データ』（2000年、小学館、ISBN 978-4094047912）
- 『「欲望資本主義」に憑かれた男たち 「モラルなき利益至上主義」に蝕まれる日本』（2007年、講談社、ISBN 978-4062143844）
- 『金融偽装 米国発金融テクニックの崩壊』（2008年、講談社、ISBN 978-4062146296）
- 『「カネ儲け」至上主義が陥った「罠」』（2009年、講談社、ISBN 978-4062812924）
- 『鳩山一族 誰も書かなかったその内幕』（2010年、彩図社、ISBN 978-4883927265）
- 『黒幕: 巨大企業とマスコミがすがった「裏社会の案内人」』（2014年、小学館、ISBN 4093798656）
- 『同和のドン 上田藤兵衞 「人権」と「暴力」の戦後史』（2023年2月、講談社、ISBN 978-4065307281）

### 共著
- 『住友銀行事件の深層』（1990年、アイペックプレス、ISBN 978-4870471412） -  歳川隆雄
- 『実録！ファンド資本主義 ヒルズな奴らの錬金術』（2005年、洋泉社、ISBN 978-4896919868） - 天野隆介、星野陽平、清水一樹、福山清人、溝口憲次郎、伊藤歩、木村元紀、野本洋一
- 『トヨタ・ショック』（2009年、講談社、ISBN 978-4062153607） - 井上久男
- 『誰も書けなかった日本のタブー 原発と山口組と芸能裏人脈編』（2011年、宝島社、ISBN 978-4796686693） - 森功、寺澤有、川端幹人、西岡研介
- 『平成日本タブー大全2015 山口組と興業とカネの聖域』（2014年、宝島社、ISBN 480023591X）- 盛力健児、西岡研介、鈴木大介、ほか
- 『芸能界とヤクザ』（2022年、宝島社、ISBN 978-4299034304）- 鈴木智彦、常田裕、ほか